# Преображенське (Адигея)
Преображенське (рос. Преображенское; адиг. ЦуукІэй) — село Красногвардійського району Адигеї Росії. Входить до складу Білосільського сільського поселення.
Населення — 1444 особи (2015 рік).